# Klaus Itten

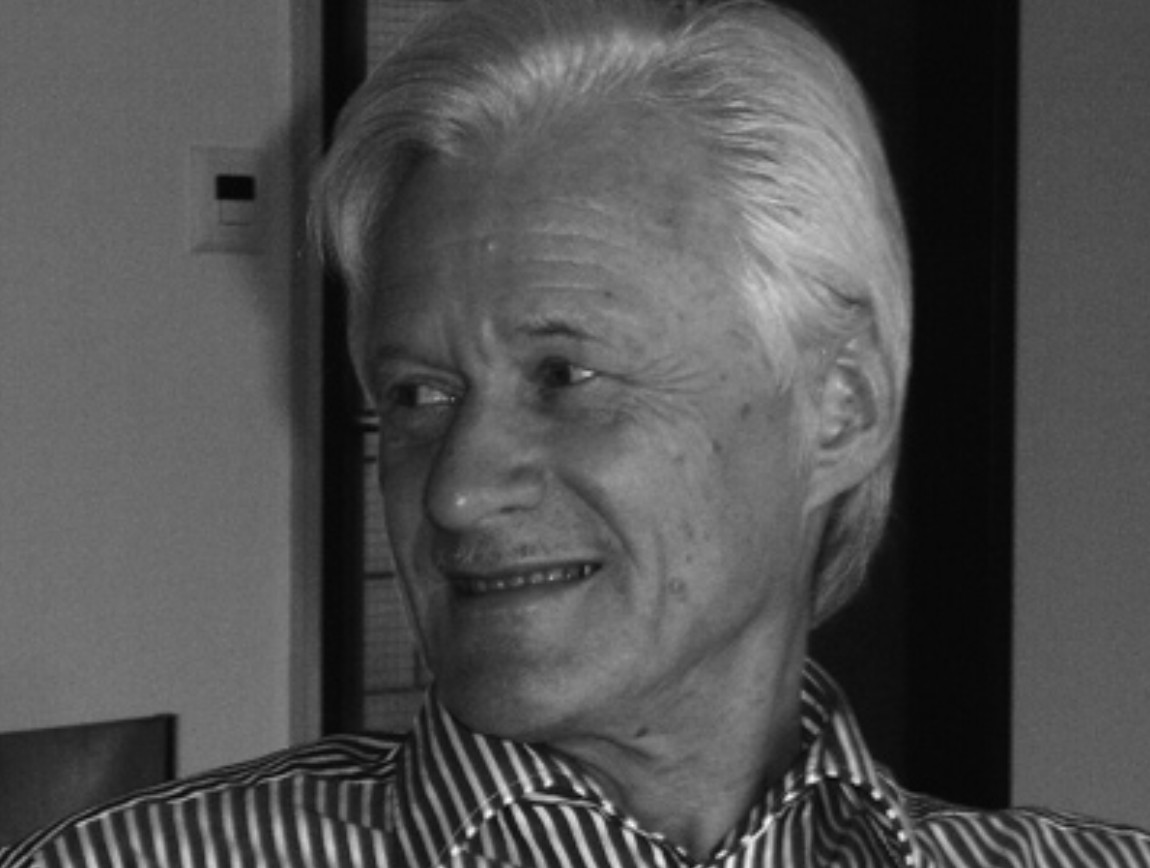
Klaus Itten (2008)

Klaus Itten (* 7. Februar 1944 als Nikolaus Immanuel Itten; † 26. Februar 2023) war ein Schweizer Geograph und Hochschullehrer.

## Leben
Klaus Itten war Sohn des Schweizer Malers, Kunsttheoretikers und Kunstpädagogen Johannes Itten und dessen zweiter Ehefrau Anneliese. Er studierte Geographie an der Universität Zürich und wurde dort 1973 mit einer Arbeit zum Thema Die Verwendung thermaler Infrarot-Aufnahmen bei geographischen Untersuchungen promoviert. Mit der Arbeit Grossräumige Inventuren mit Landsat-Erderkundungssatelliten in der Schweiz habilitierte er sich 1980 ebenfalls dort. 1982 wurde er an der Universität Zürich Assistenzprofessor für Geographie, 1988 dann Extraordinarius und 1994 ordentlicher Professor.
Themengebiete seiner Forschung waren insbesondere Methoden der satellitengestützten Fernerkundung natürlicher Ressourcen. Als Nachfolger von Harold Haefner leitete er die Remote Sensing Laboratories und als Direktor zeitweise auch die Geschicke des Geographischen Instituts an der Universität Zürich. 2009 wurde er emeritiert.
In seiner international anerkannten Forschung beschäftigte sich Klaus Itten schwerpunktmäßig mit der satellitengetriebenen Fernerkundung und Bildgebungsverfahren zur Bestandsaufnahme und Überwachung natürlicher Ressourcen. Mit seiner wissenschaftlichen Arbeit leistete er unter anderem wichtige Beiträge zu praktischen Fragen, etwa zur Landnutzungs- und Waldklassifikation, zur Waldschadenserkennung und zur Schneehydrologie im alpinen Raum. 
Sein Einsatz für die abbildende Spektroskopie zusammen mit den Raumfahrtagenturen ESA und NASA haben der Fernerkundung an der Universität Zürich weltweit höchste Reputation und Impact gebracht. Engagiert war Klaus Itten auch als konsequenter Förderer des akademischen Nachwuchses und in der Lehre.

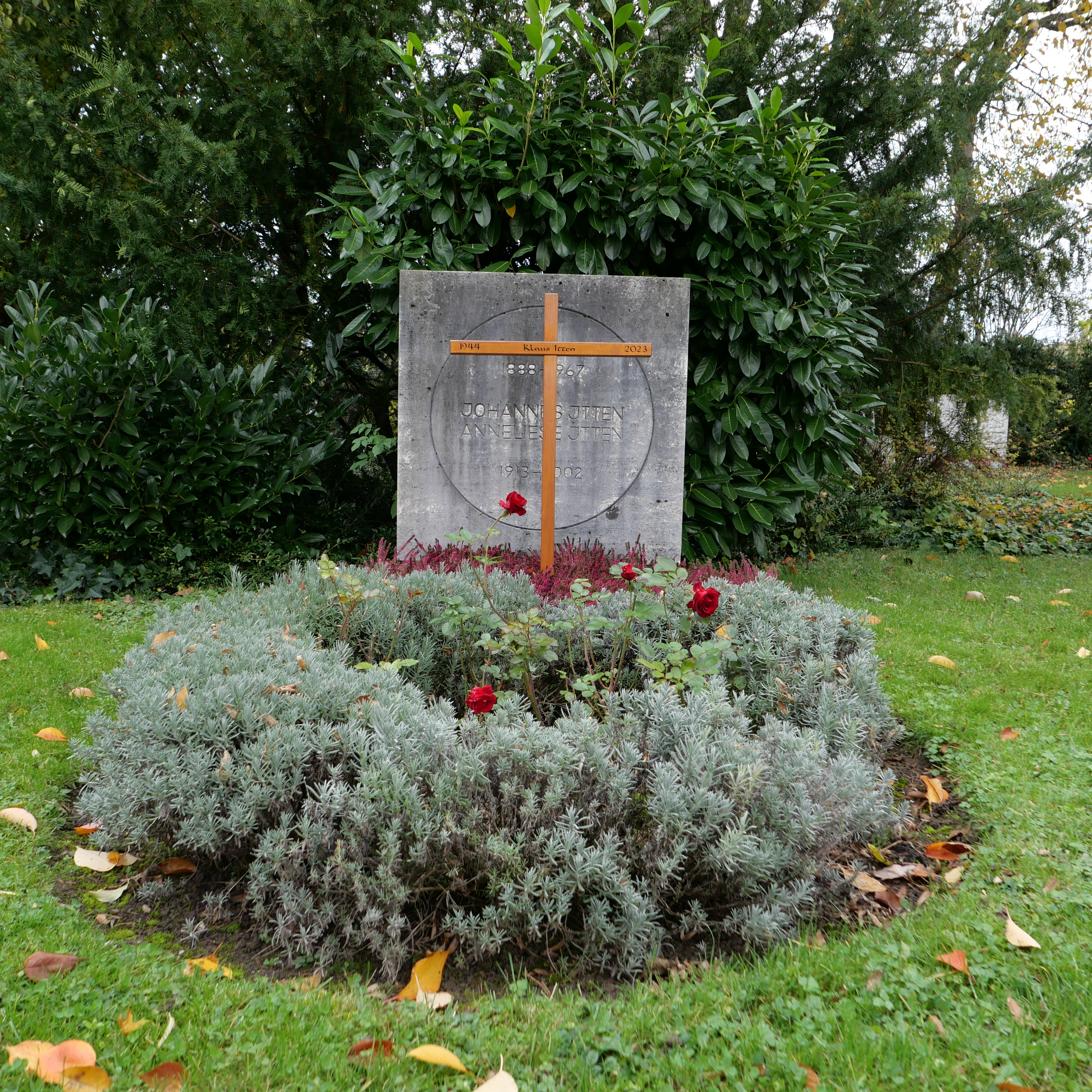
Familiengrab

Klaus Itten war zwischenzeitlich Präsident der Johannes-Itten-Stiftung.
Die Prähistorikerin Marion Lichardus-Itten ist seine Schwester. Klaus Itten ist im Grab seiner Eltern auf dem Friedhof Hönggerberg bestattet.